# Raïon de Kramatorsk
Le raïon de Kramatorsk (en ukrainien : Краматорський район) est un raïon (district) dans l'oblast de Donetsk en Ukraine.

## Structure depuis 2020
Depuis le 17 juillet 2020, son centre administratif est à Kramatorsk et comprend douze collectivités territoriales.

## Lieux d'intérêt

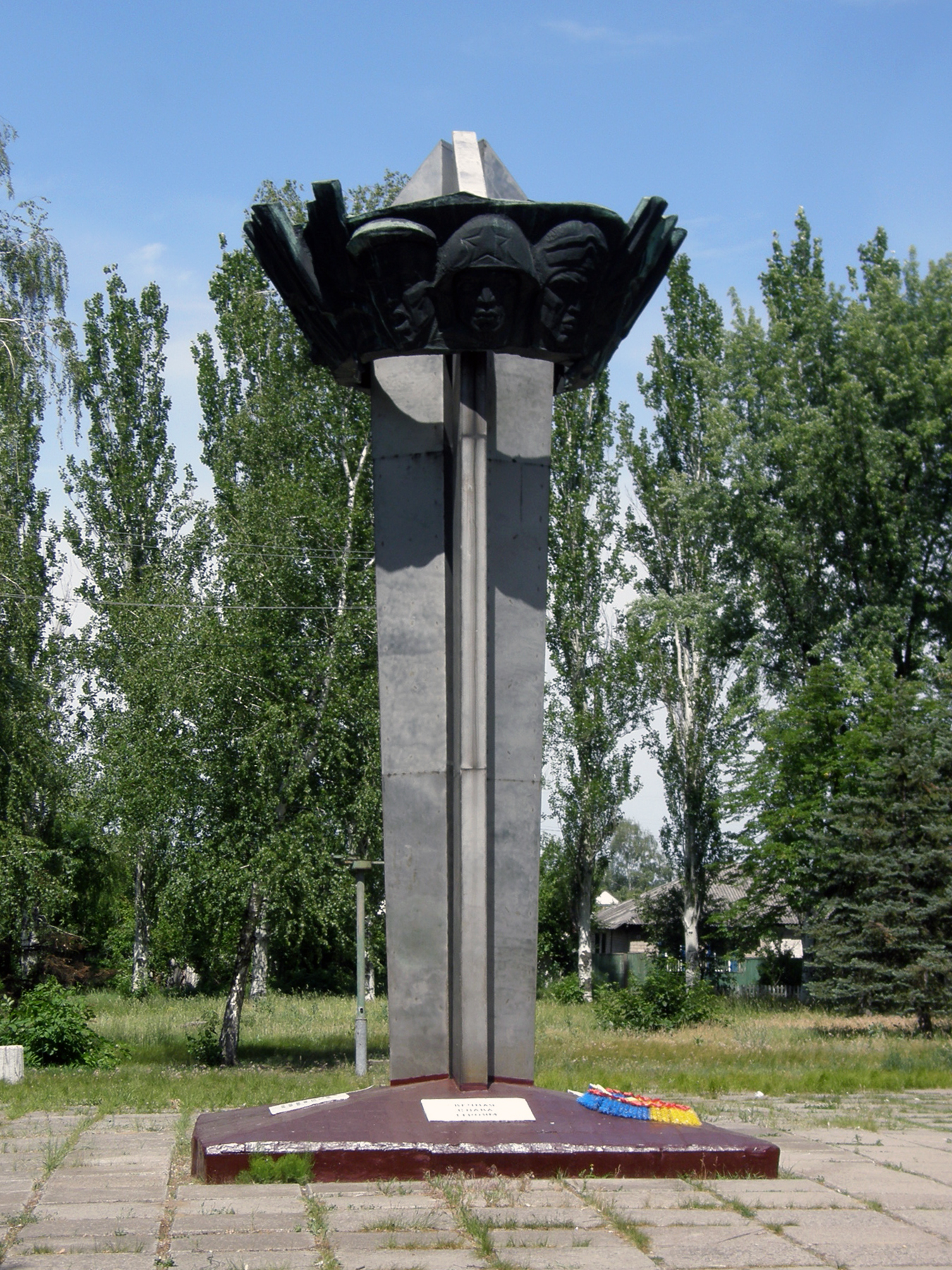
Le mémorial à Lyman de la Seconde guerre mondiale, classée[1],
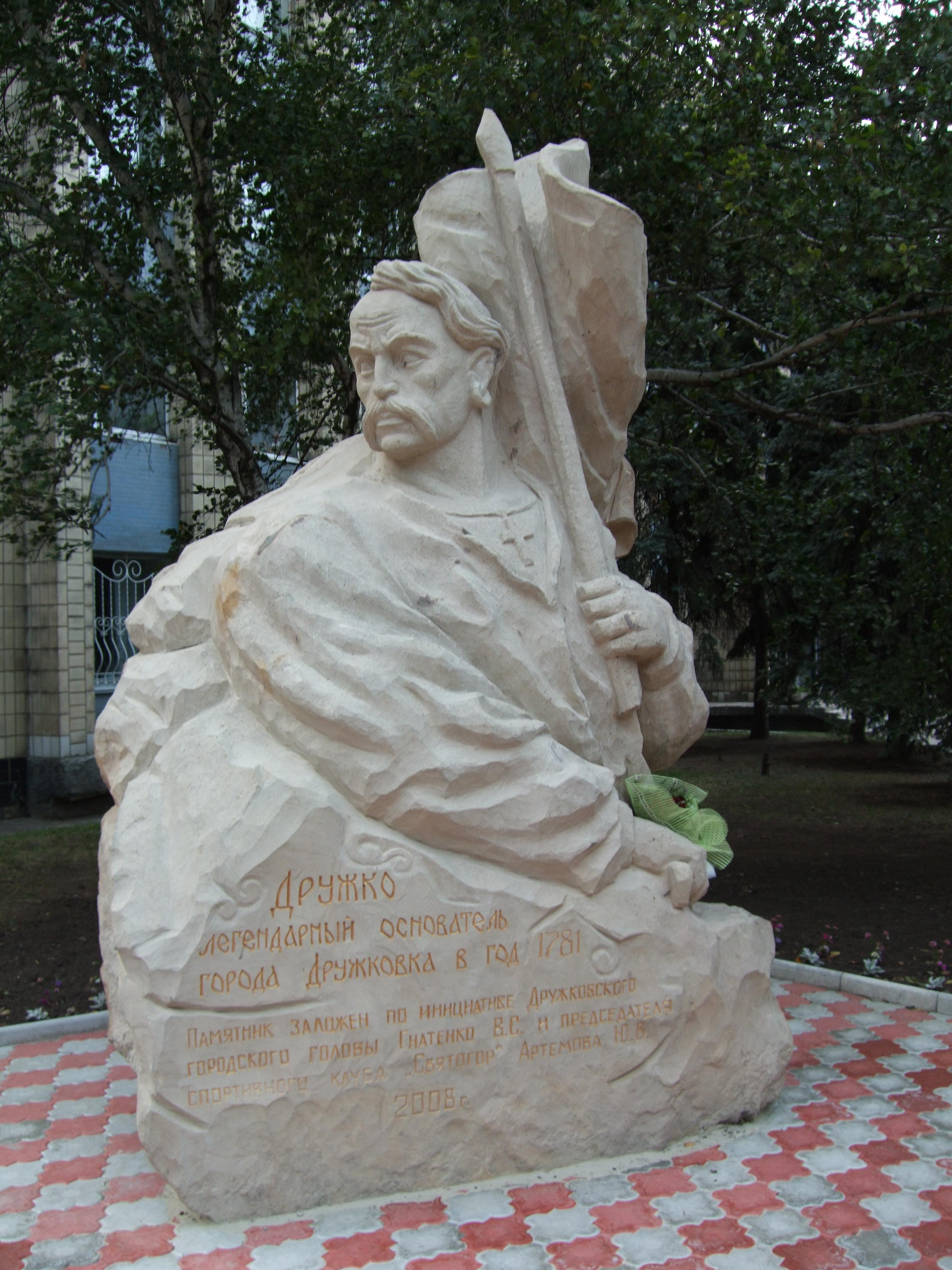
monument à Drujko,
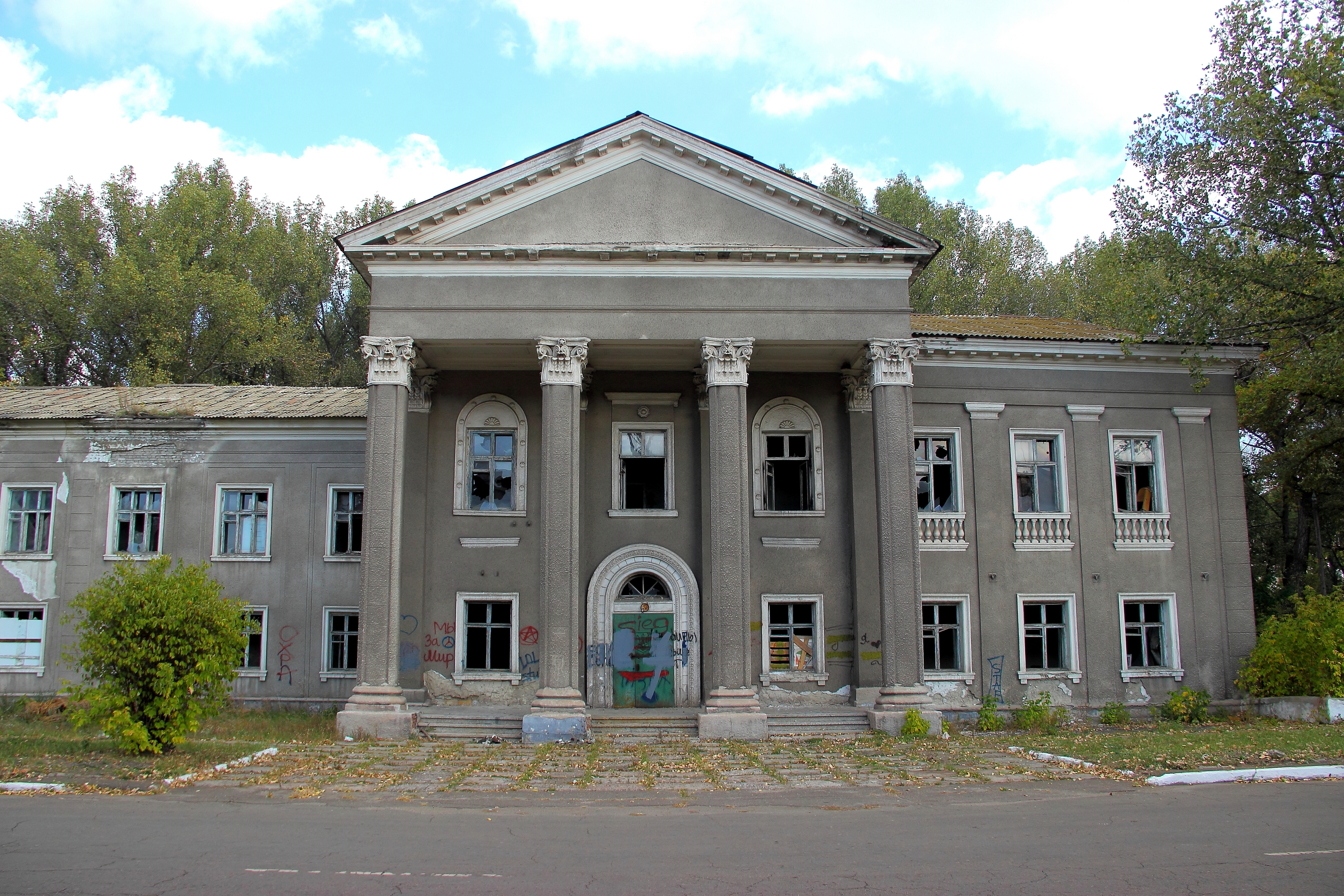
le collège de chimie, classée[2],
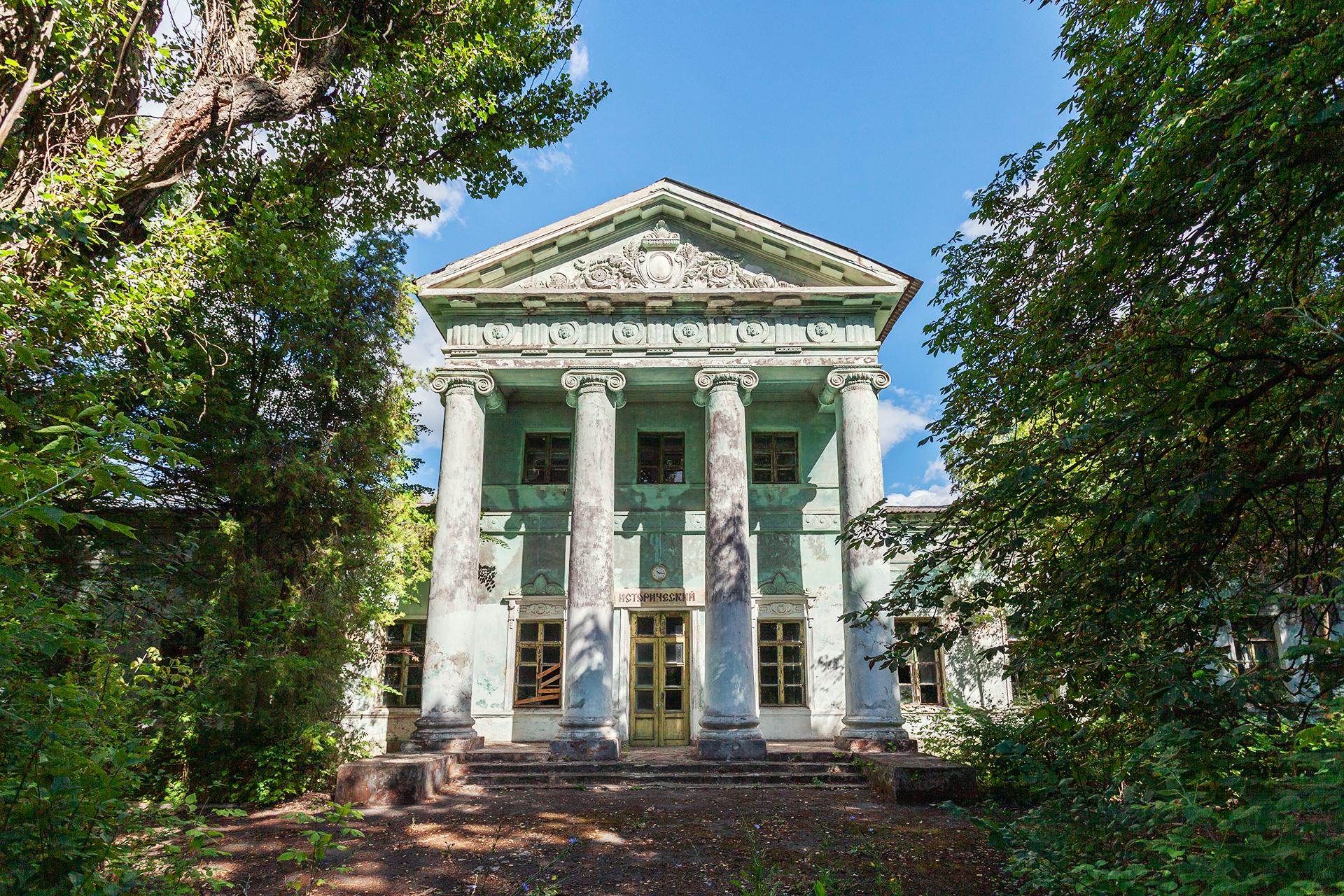
manoir de Bantich, classée[3],
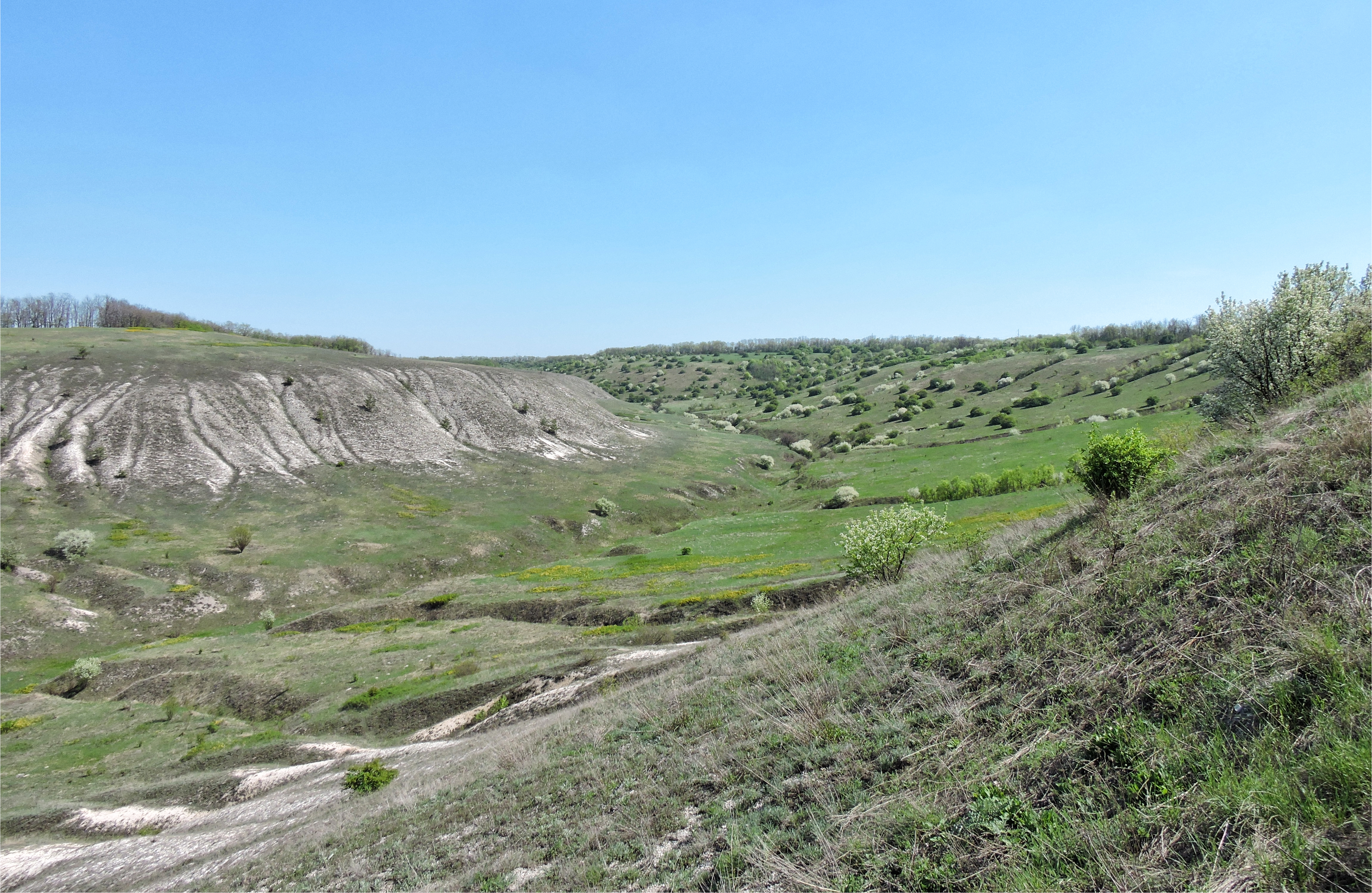
site archéologique de Zakitne, classée[4],
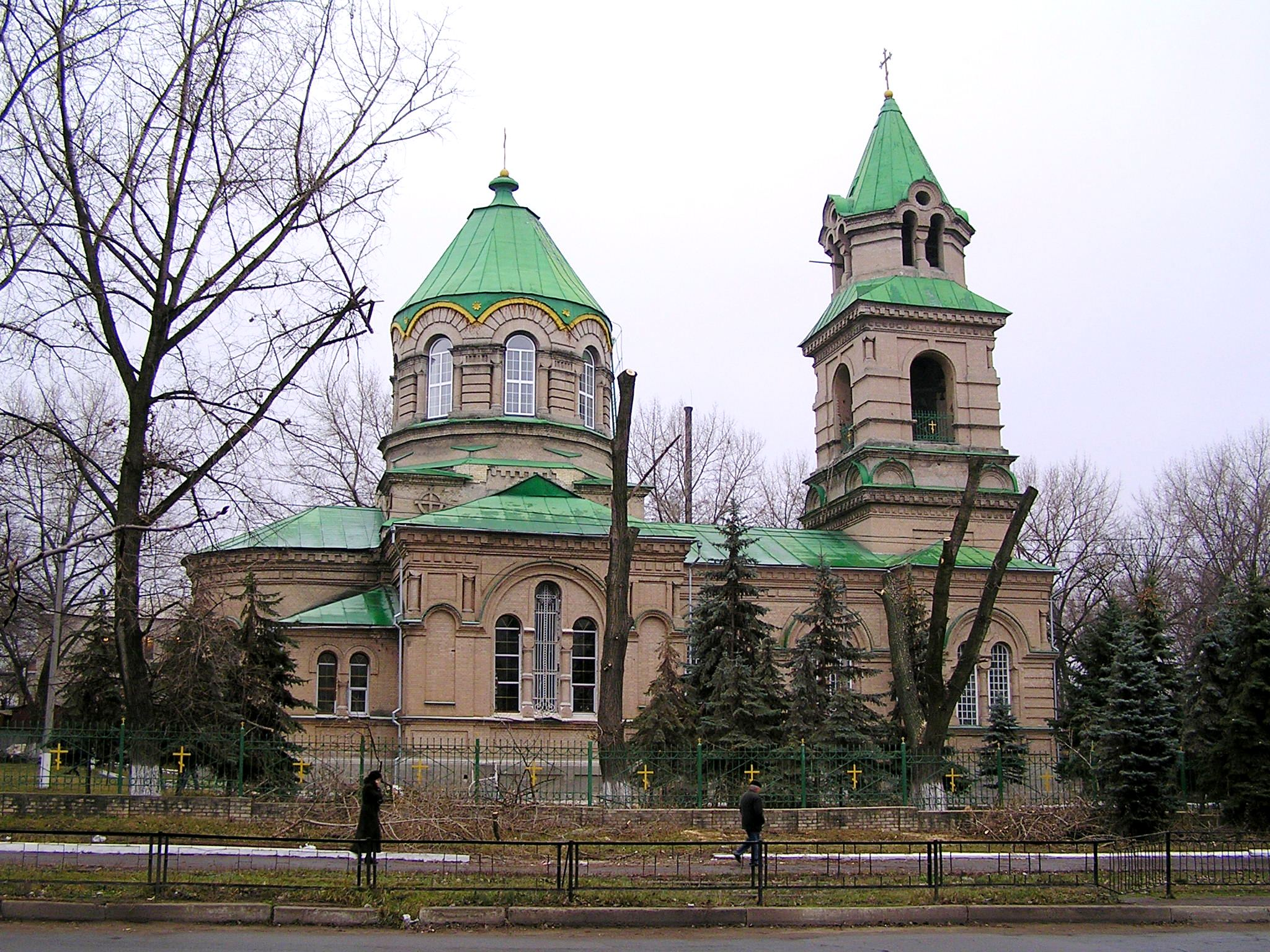
l'église st-Nicolas classé[5].